# José Luis Lema
José Luis Lema Sustaeta (Motrico, Guipúzcoa, España, 23 de agosto de 1945) es un exfutbolista español que se desempeñaba como defensa.

## Clubes
| Club                    | País   | Año       |
| ----------------------- | ------ | --------- |
| Real Sociedad de Fútbol | España | 1965-1975 |
| Real Murcia C. F.       | España | 1975-1976 |